# Хокинсонов тркавац
Хокинсонов тркавац или џиновски чатамски тркавац (лат. Diaphorapteryx hawkinsi) је изумрла врста птице нелетачице из породице барских кока (лат. Rallidae) и једини представник монотипичног рода Diaphorapteryx. Била је ендемит новозеландских Чатамских острва. Поуздано се зна да је насељавала главно острво Чатам и острво Пит. Скелети ове птице су откривени на кухињским буњиштима полинежанских староседелаца ових острва, народа Мориори.

## Опис
Хокинсонов тркавац је био висок приближно 410 mm и тежак 2,0 kg, а сматра се да је првенствено био бубојед.

## Таксономија
Хенри Ог Форбс је ову врсту првобитно сместио у исти род (Aphanapteryx) у који је смештен црвени тркавац (Aphanapteryx bonasia) са Маурицијуса, али га је касније преместио у посебан род. Након спроведене студије генетике из 2014. откривено је да са петлованом бубњарем из Индонезије чини кладус (заједничко порекло од пре око 10 милиона година), који је сестрински кладус рода Gallirallus.

## Изумирање
Дуго се мислило да је Хокинсонов тркавац изумро пре доласка Европљана, међутим недавно откривени докази сугеришу да је птица можда изумрла много касније. Писмо Сигварда Данферда из 1895. године које припада финансијеру/зоологу Волтеру Ротшилду описује изглед, понашање и начин лова Мориорија на ову врсту. Други извештај објавио је Александер Шенд 1911. године, мада изгледа да је помешао ову врсту са великим папагајем. Извештаји сугеришу да је птица била позната под именом Мехонуи и да је била једноличне цигла црвене боје, као и да је много времена проводила кљуцајући труло дрвеће да би дошла до бескичмењака, којима се хранила (сличан начин живота има живећа врста Века). Током сезоне парења, вероватно је формирао јата која је чинило од пет до осам јединки. Због јачине кљуна, претпоставља се да је на тлу ловио птиће, укључујући птиће бурњака.

## Галерија
- скелет Хокинсоновог тркавца (Diaphorapteryx hawkinsi)
- Фосилизоване кости из колекције Окландског музеја
- Кости ноге и стопала из колекције Окландског музеја
- Скелет из колекције Окландског музеја
- Кости лобање
- Лобања Хокинсоновог тркавца у крупном плану